# Ruslan Fedotenko
Ruslan Viktorovyč Fedotenko (in ucraino Руслан Вікторович Федотенко?; Kiev, 18 gennaio 1979) è un hockeista su ghiaccio ucraino.

## Carriera
Gioca per il Donbas Donec'k nella Kontinental Hockey League. Precedentemente ha giocato in NHL con le maglie dei Tampa Bay Lightning, dei New York Islanders, dei Pittsburgh Penguins, dei New York Rangers e dei Philadelphia Flyers.